# Science-Fiction-Jahr 1907

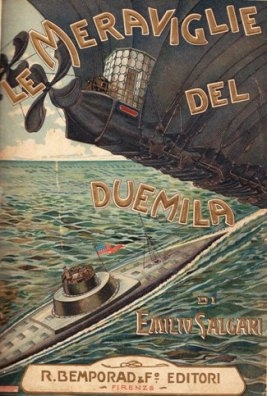
Emilio Salgari: Le Meraviglie del Duemila, EA 1907

Übersicht

◄◄ | ◄ | 1903 | 1904 | 1905 | 1906 | Science-Fiction-Jahr 1907 | 1908 | 1909 | 1910 | 1911 | ► | ►►

Weitere Ereignisse

## Neuerscheinungen Literatur
| Deutscher Titel                                     | Deutschsprachiges Erscheinungsjahr | Originaltitel             | Autor                 | Anmerkungen                                                                                |
| --------------------------------------------------- | ---------------------------------- | ------------------------- | --------------------- | ------------------------------------------------------------------------------------------ |
| Berlin-Bagdad                                       | –                                  | –                         | Rudolf Martin         |                                                                                            |
| Cavete!                                             | –                                  | –                         | Emil Sandt            |                                                                                            |
| Der Blitz-Trust                                     | –                                  | –                         | Siegfried von Lutz    |                                                                                            |
| Der Goldtrust                                       | –                                  | –                         | Oskar Hoffmann        |                                                                                            |
| Der Herr der Welt                                   | 1911                               | Lord of the World         | Robert Hugh Benson    | 1911: Übersetzt von Hedwig Maria von Lama; Neuauflagen ab 2012 nur sprachlich überarbeitet |
| Der letzte Krieg                                    | –                                  | –                         | Arthur Zapp           |                                                                                            |
| Der Zusammenbruch der englischen Seeherrschaft 1916 | –                                  | –                         | Bootswain             |                                                                                            |
| Die eiserne Ferse                                   | 1922                               | The Iron Heel             | Jack London           |                                                                                            |
| Die „Offensiv-Invasion“ gegen England               | –                                  | –                         | Karl Bleibtreu        |                                                                                            |
| Die Nahrung der Zukunft                             | 1907                               | –                         | Hans Dominik          |                                                                                            |
| Die Revolution von 1912                             | –                                  | –                         | Bundschuh             |                                                                                            |
| Die Schlacht der Zukunft                            | –                                  | –                         | Julius Hoppenstedt    |                                                                                            |
| Ein Blick in die Zukunft 2407                       | –                                  | –                         | August Friedrich Fetz |                                                                                            |
| Feinde im Weltall? und andere Novellen              | –                                  | –                         | Carl Grunert          |                                                                                            |
| Im Lande Amazonia                                   | –                                  | –                         | Paul Stieber          |                                                                                            |
| Im Panzer-Automobil                                 | –                                  | –                         | Jesco von Puttkamer   |                                                                                            |
| Nach 600 Jahren                                     | –                                  | –                         | Heinrich Holtz        |                                                                                            |
| Seine Exzellenz der Automat                         | –                                  | –                         | Leo Gilbert           |                                                                                            |
| Silvester 2999                                      | –                                  | –                         | Arno Hoffmann         |                                                                                            |
| Unser letzter Kampf                                 | –                                  | –                         | G. Kemuri             |                                                                                            |
| Von der Erde zum Mars                               | –                                  | –                         | Waldemar Schilling    |                                                                                            |
|                                                     |                                    | Le Meraviglie del Duemila | Emilio Salgari        |                                                                                            |

## Neuerscheinungen Filme
| Deutscher Titel                    | Deutschsprachiges Erscheinungsjahr | Originaltitel                                              | Regie          | Anmerkungen |
| ---------------------------------- | ---------------------------------- | ---------------------------------------------------------- | -------------- | ----------- |
| L’Éclipse du soleil en pleine lune |                                    | L’Éclipse du soleil en pleine lune                         | Georges Méliès |             |
| 20.000 Meilen unter dem Meer       |                                    | Deux cents milles sous les mers ou le cauchemar du pêcheur | Georges Méliès |             |

## Geboren
- Carl Calcum, Pseudonym von Karl August Lohausen († unbekannt)
- Catherine Crook de Camp († 2000)
- Lyon Sprague de Camp († 2000)
- Daphne du Maurier († 1989)
- Gennadi Gor († 1981)
- Robert A. Heinlein († 1988)
- Walther Kegel († 1945)
- Wladimir Iwanowitsch Nemzow († 1993)
- Richard S. Shaver († 1975)
- Nikolai Trublaini († 1941)
- Robert Moore Williams († 1977)
- Konstantin Sergejewitsch Wolkow († unbekannt)

## Gestorben
- Robert Cromie (* 1855)
- Max Haushofer Jr. (* 1840)
- Charles Howard Hinton (* 1853)
- Otto von Leixner (* 1847)